# Andreas Hartvig Godiche

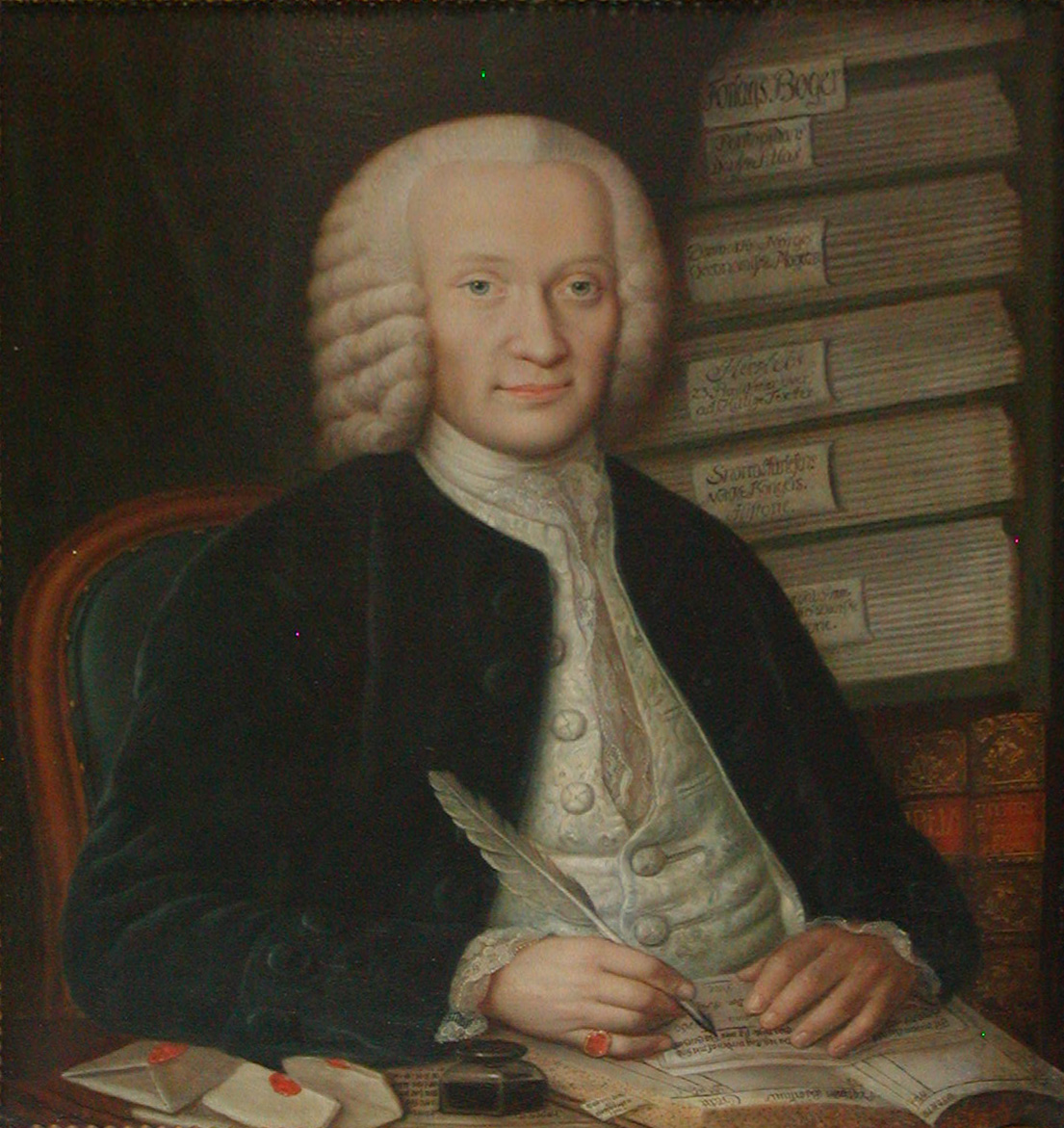
Andres Hartvig Godiche, malował U.F. Beenfeeldt

Andreas Hartvig Godiche (ur. 1714, zm. w sierpniu 1769) – duński drukarz i wydawca.

## Życiorys
Andreas Hartvig Godiche urodził się w Kopenhadze jako syn drukarza Jørgena Matthiasena Godiche. Andreas pracował jednak u swego teścia, również drukarza Johana Jørgena Høpfnera. W grudniu 1736 roku poślubił Annę Magdalenę Høpfner i otworzył własną drukarnię na ulicy Skindergade.
Po śmierci Ove Lynova w 1755 roku Godiche został oficjalnym drukarzem uniwersyteckim. Jego drukarnia wydała m.in. poetyckie pisma Reenberga (Poetiske Skrifter) w 1769 roku i dzieło Ludviga Holberga Peder Paars (1772), a także Danske Atlas Erika Pontoppidana Młodszego.
Anna Magdalena Høpfner-Godiche prowadziła dalej firmę po śmierci męża.